# Rhodostrophia suffusa
Rhodostrophia suffusa là một loài bướm đêm trong họ Geometridae.